# Trematodon boasii
Trematodon boasii är en bladmossart som beskrevs av Wilfred Borden Schofield 1966. Trematodon boasii ingår i släktet tranmossor, och familjen Bruchiaceae. Inga underarter finns listade i Catalogue of Life.